# Битва при Таге
Битва при Таге — сражение между карфагенянами и иберами в 220 году до н. э.
В течение двух лет (221—220 гг. до н. э.) Ганнибал расширял карфагенские владения на северо-западе Пиренейского полуострова. В 221 году до н. э. он провёл кампанию против племени олькадов и взял штурмом их столицу — Альталию у Полибия, Карталу у Тита Ливия. Успех карфагенян заставил и другие города олькадов признать власть Карфагена. После зимовки в Новом Карфагене Ганнибал продвинулся ещё дальше, покорил ваккеев и захватил важнейшие их города — Саламантику и Арбокалу. На обратном пути через южную Гвадарраму на него напали карпетаны, которых побудили выступить беженцы из числа ваккеев и олькадов. Ганнибал сумел уйти от них, а затем нанёс им поражение, когда карпетаны переправлялись через реку Таг. Затем были подчинены и карпетаны. Все территории к югу от Ибера теперь были под карфагенским владычеством.
Тит Ливий так описывал битву:
Между тем спасшиеся бегством жители Германдики, соединившись с изгнанниками из олькадов, покоренного предыдущим летом племени, побудили к восстанию карпетанов, и когда Ганнибал возвращался из страны вакцеев, то они напали на него недалеко от реки Тага и привели в замешательство его войско, отягченное добычей. Но Ганнибал уклонился от боя, разбивши лагерь на самом берегу; когда же наступила ночь и на стоянке врага водворилась тишина, он переправился через реку вброд и вновь укрепился — таким образом, чтобы враги, в свою очередь, свободно могли пройти на левый берег: Ганнибал решил напасть на них во время переправы. Всадникам своим он приказал, лишь только они завидят полчища неприятелей в воде, броситься на них, пользуясь их затруднительным положением; на берегу он расположил своих слонов, числом сорок. Карпетанов со вспомогательными отрядами олькадов и вакцеев было сто тысяч — сила непобедимая, если сразиться с ней в открытом поле. Они были по природе смелы, а сознание численного превосходства ещё увеличивало их самоуверенность; полагая поэтому, что враг отступил пред ними из страха и что только река, разделяющая противников, замедляет победу, они подняли крик и вразброд, где кому было ближе, кинулись в быстрину, не слушаясь ничьих приказаний. Вдруг с противного берега устремилась в реку несметная конная рать, и на самой середине русла произошла стычка при далеко не равных условиях: пехотинец и без того едва мог стоять и даже на мелком месте насилу перебирал ногами, так что и безоружный всадник нечаянным толчком лошади мог сбить его с ног; всадник, напротив, свободно располагал и оружием, и собственным телом, сидя на коне, уверенно двигавшемся даже среди пучины, и мог поэтому поражать и далеких, и близких. Многих поглотила река; других течение занесло к неприятелю, где их раздавили слоны. Тем, которые вошли в воду последними, легче было вернуться к своему берегу; пока они из разных мест, куда занес их страх, собирались в одну кучу, Ганнибал, не дав им опомниться, выстроил свою пехоту, повел её через реку и прогнал их с берега. Затем он пошел опустошать их поля и в течение немногих дней заставил и карпетанов подчиниться. И вот уже вся земля по ту сторону Ибера была во власти карфагенян за исключением одного только Сагунта.